# Millus
Millus was volgens de legende, zoals beschreven door Geoffrey van Monmouth, koning van Brittannië van 256 v.Chr. - 251 v.Chr. Hij was de zoon van koning Catellus en werd opgevolgd door zijn zoon Porrex II. 